# Препецано (Салерно)
Препецано (итал. Prepezzano) је насеље у Италији у округу Салерно, региону Кампанија.
Према процени из 2011. у насељу је живело 1075 становника. Насеље се налази на надморској висини од 183 м.